# Wanogara Wetan
Wanogara Wetan is een bestuurslaag in het regentschap Purbalingga van de provincie Midden-Java, Indonesië. Wanogara Wetan telt 2167 inwoners (volkstelling 2010).